# Annectacarus mahabaeus
Annectacarus mahabaeus är en kvalsterart som beskrevs av Corpuz-Raros 1979. Annectacarus mahabaeus ingår i släktet Annectacarus och familjen Lohmanniidae. Inga underarter finns listade i Catalogue of Life.